# Альфимово (Торжокский район)
Альфи́мово — деревня в Торжокском районе Тверской области. Относится к Сукромленскому сельскому поселению. До 2005 года была центром Альфимовского сельского округа.
Расположена на реке Рачайне в 24 км к югу от города Торжка. Через деревню проходит автодорога «Сукромля—Высокое».
Деревня вытянулась в одну улицу вдоль левого берега Рачайны и издавна делилась на четыре части. Если считать со стороны Сукромли: первая часть Кулики, вторая часть Дубки, третья часть Середка, четвёртая часть — Горлово или Горловка. В 1980-е годы возникли две новые улицы колхозных домов. Через Рачайну есть переезд по старой мельничной плотине. За рекой деревни Рожново и Слоново, в сторону Загорья — деревня Лепешкино. В 500 м в сторону Андрюшино раньше располагалась Альфимовская начальная школа.

## История

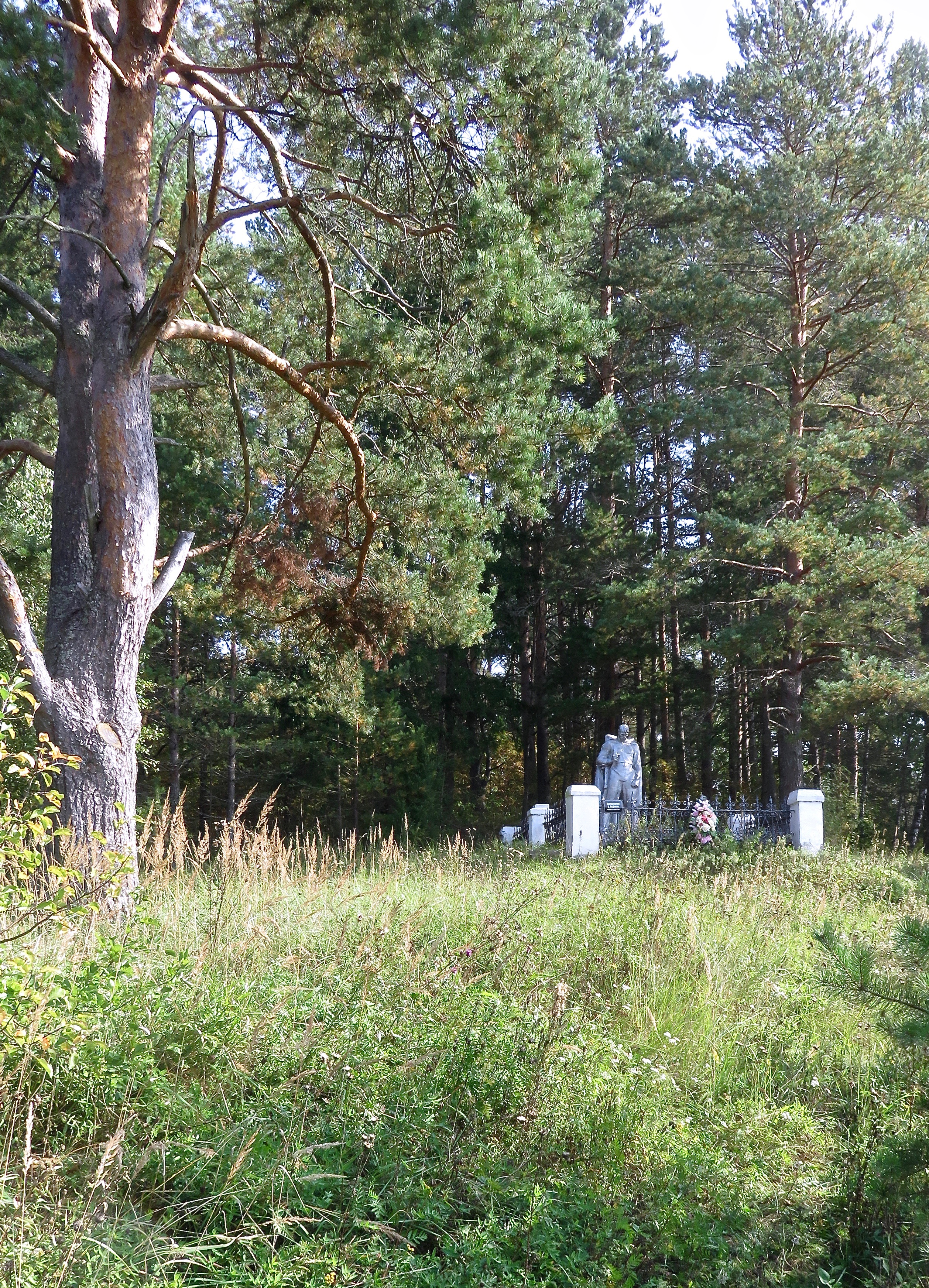
Братская могила в Альфимово

Считается, что деревню основали выходцы из деревни Поддубье. В 1859 году во владельческой деревне Алфимове 29 дворов, 256 жителей. В это же время на полпути к Лепешкино значится сельцо (усадьба) Юркино, принадлежавшая Рожновым. В конце XIX — начале XX века деревня относилась к Загорскому приходу Сукромлинской волости Новоторжского уезда Тверской губернии. В 1884 году в деревне 56 дворов, 360 жителей, водяная мельница, питейное заведение, мелочная лавка; промыслы: каменщики, кузнецы, маслобойщики, рабочие. По переписи 1920 года в Альфимово одноимённого сельсовета Сукромлинской волости — 95 дворов, 507 жителей.
В конце 1930-х—1940-е годы деревня входила в Васильцевский сельсовет Высоковского района Калининской области.
Во время Великой Отечественной войны немецко-фашистские войска были остановлены в октябре 1941 года в 4—5 км южнее деревни. Два месяца (конец октября — конец декабря 1941 года) деревня была прифронтовой. В Альфимово есть братская могила советских воинов, павших в боях с фашистами и умерших от ран в госпиталях в 1941—1944 годах.
В 1997 году — 77 хозяйств, 209 жителей. Центральная усадьба колхоза «Заветы Ленина», администрация сельского округа, отделение связи, Дом досуга, библиотека, детский сад, магазин.

## Население
| 1859 | 1884 | 1920 | 1997 | 2002 | 2010 |
| ---- | ---- | ---- | ---- | ---- | ---- |
| 256  | ↗360 | ↗507 | ↘209 | ↘156 | ↘126 |